# Nikołaj Kiriłłow
Nikołaj Kuźmicz Kiriłłow, ros. Николай Кузьмич Кириллов (ur. 18 listopada?/30 listopada 1897 w Saratowie, zm. 25 sierpnia 1950 w Moskwie) – radziecki generał major, uczestnik I wojny światowej, wojny domowej w Rosji i II wojny światowej.

## Życiorys
W maju 1916 roku został zmobilizowany do armii rosyjskiej. Służył w 90 Zapasowym Pułku Piechoty w Saratowie. W czerwcu 1917 roku ukończył szkołę praporszczików w Orenburgu.
Brał udział w końcowym okresie I wojny światowej. Służył w stopniu praporszczika w 305 Pułku Piechoty, dowodząc plutonem. Następnie objął dowodzenie kompanią, a potem batalionu. W lutym 1918 roku zdemobilizowano go, po czym został nauczycielem w szkole budowlanej w Saratowie. Następnie pracował w miejscowej fabryce. Od lutego 1920 roku służył w Armii Czerwonej. Był oficerem do specjalnych poruczeń w zarządzie oddziałów sanitarnych Frontu Kaukaskiego. W czerwcu 1921 roku objął dowództwo kompanii przygotowania wojskowego sratowskiego wojenkomatu gubernialnego. Od maja 1922 roku dowodził plutonem 4 Pułku Strzeleckiego w Saratowie. W czerwcu tego roku został zastępcą dowódcy kompanii, a następnie dowódcą kompanii 94 Pułku Strzeleckiego. W kolejnych latach pełnił funkcję komendanta szkoły dywizyjnej, szefa sztabu, a w końcu dowódcy 97 Pułku Strzeleckiego. W sierpniu 1929 roku ukończył kursy strzelecko-taktyczne „Wystrieł”, zaś w 1932 roku Akademię Wojskową im. Michaiła Frunzego w Moskwie. Następnie skierowano go na naukę do akademii sił powietrznych im. prof. Nikołaja Żukowskiego, ale krótko potem mianowano go inspektorem 15 Brygady Lotniczej. Od marca 1933 roku dowodził 50 Pułkiem Strzeleckim. W styczniu 1937 roku objął funkcję szefa sztabu 19 Dywizji Strzeleckiej, którą następnie dowodził. Od lutego 1938 roku w stopniu kombryga był dowódcą 13 Korpusu Strzeleckiego. 
Jednocześnie wszedł w skład Rady Najwyższej ZSRR.
W 1939 roku awansował do stopnia komdiwa, zaś w 1940 roku generała majora. Po ataku wojsk niemieckich na ZSRR 22 czerwca 1941 roku, dostał się do niewoli w rejonie Humania na początku sierpnia tego roku. Przekazał Niemcom dobrowolnie informacje dotyczące działań wojskowych dowodzonego przez niego korpusu. W połowie października zaocznie skazano go na karę śmierci przez rozstrzelanie. Osadzono go w obozie jenieckim w Wolfheide, a następnie obozie koncentracyjnym w Dachau. 
Wiosną 1945 roku został oswobodzony przez wojska amerykańskie. Po deportacji do ZSRR został aresztowany. Po procesie skazano go pod koniec sierpnia 1950 roku na karę śmierci, natychmiast wykonaną przez rozstrzelanie. Zrehabilitowany postanowieniem Kolegium Najwyższego Sądu Wojskowego ZSRR z dnia 29 lutego 1956 .